# 서부자갈언덕쥐

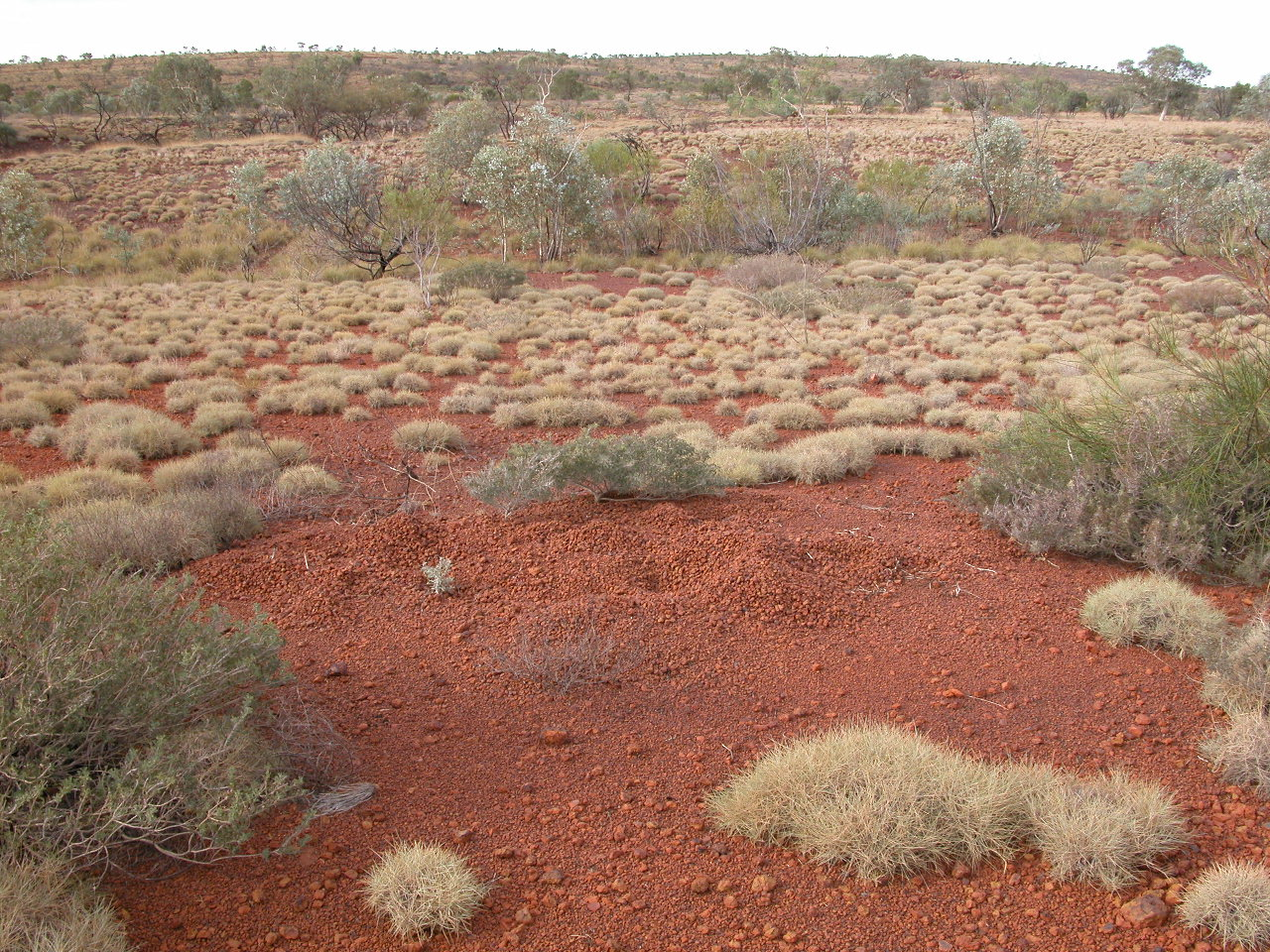
웨스턴 오스트레일리아 주 필바라 지역 트리오디아속 수림 지대 속의 중앙 전면, 서부자갈언덕쥐의 자갈더미

서부자갈언덕쥐(Pseudomys chapmani)는 쥐과에 속하는 설치류의 일종이다. 오스트레일리아에서만 발견되는 토착종으로 건조 덤불 초원과 아카시아 숲의 자갈흙 지역에서 서식한다. 2008년 국제 자연 보전 연맹(IUCN)의 IUCN 적색 목록 보고서에 의하면, 웨스턴 오스트레일리아 주 필바라 중부와 동부의 해안가가 아닌 지역에 제한적으로 분포한다. 이전에는 좀더 널리 분포했다. 다른 자갈언덕쥐처럼 서부자갈언덕쥐는 굴 주변의 자갈 더미를 흩뜨려 자기의 미소서식지를 만든다. 자갈더미 주위의 대기 온도는 자갈 자체보다 아침에 더 빨리 따뜻해지고 응축에 의해 작은 이슬 방울이 형성된다.